# Итум-Кали
Иту́м-Кали (чечен. Итон-Кхаьлла) — село в Чеченской Республике. Административный центр Итум-Калинского района. Образует Итум-Калинское сельское поселение.

## География
Село расположено по обоим берегам реки Аргун, у впадения в неё правого притока Хелдихойэрк, в 24 км к юго-западу от села Шатой и в 75 км к югу от города Грозный.
Ближайшие населённые пункты: Ведучи на юго-востоке, Кокадой на севере и Тазбичи на востоке.

## История

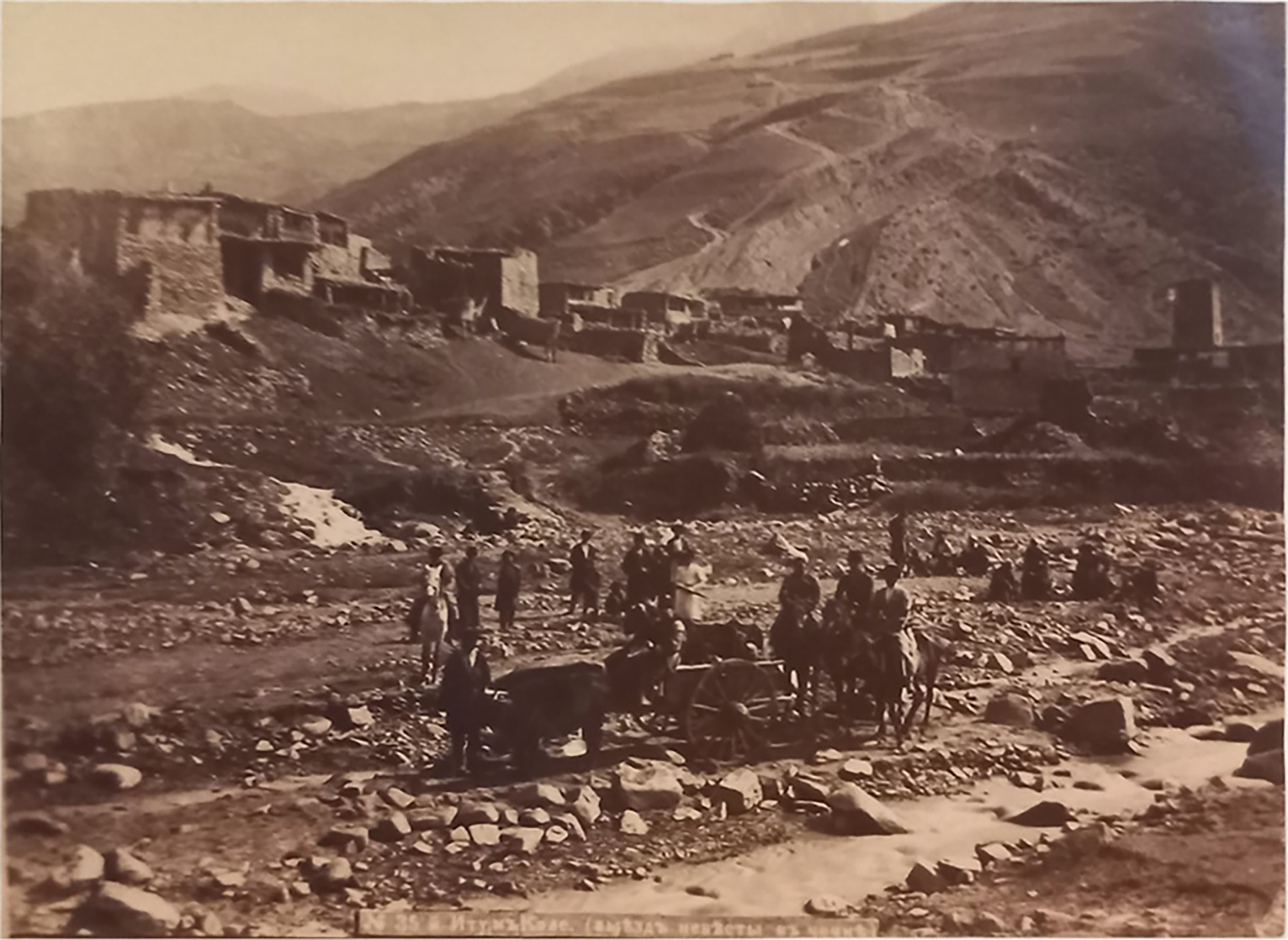
Итум-Кале. Чеченцы везут невесту. (нач.20 века). Автор Леонид Игнатьевич Рогозинский (1864—1904)

Итум-Кали основано родоначальником чеченского тайпа чантий (чечен. чӏаьнтий) по имени Итон. Он первым построил башню в ущелье реки Аргун и стал жить здесь. У него был сын Жела, а у Желы было 5 сыновей — Эжи, Бахьмад, Хьамат, Муртаз и Борз. Они разместились по ущелью реки Тазбичи.
Итон кхялла (чечен. Итон кхаьлла) с чеченского переводится как «Итона поселение». Здесь в старину имелось много боевых и жилых башен, в наше время сохранились развалины некогда мощного укрепления Итонан гӀала — Итон-Кхелли что переводится как Итона укрепление. Чеченский тайп чантий считают Итум-Кали своим духовным цетром.
Старинное селение Шулкаг, находящийся ныне в черте Итум-Кали, вероятно изображено на рисунке М. Ю. Лермонтова «Вид горского селения».
В 1858 году на правом берегу Аргуна к югу от Итум-Кали было заложена «Укрепление Евдокимовское».

У аула Зазмерк, при входе в который переброшен через реку такой же мост, как и в Башин-Кале, дорога выходит на поляну, горы отступают в стороны, и грудь вздыхает свободнее. Вскоре чуть заметней становятся каменные сакли аула Итум-Кале. Укрепление Евдокимовское находится на одной с ним линии, несколько вправо, на правом берегу Аргуна. прежде чем достигнуть его, необходимо было проехать еще один висячий мост, у которого, впрочем, приходилось слезать с лошади. 
В 1944—1957 годах, в период упразднения Чечено-Ингушской АССР, село входило в состав Грузинской ССР под названием Ахалхеви. В 1967 году здесь был учреждён Аргунский историко-археологический музей-заповедник.
В Итум-Кали начинается построенная Чеченской Республикой Ичкерия автодорога Итум-Кали — Шатили. Небольшой участок дороги требует завершения.
Во время Второй чеченской войны Итум-Кали был взят под контроль федеральными силами 10 февраля 2000 года.

## Население
| 1990  | 2002  | 2010  | 2012  | 2013  | 2014  | 2015  |
| ----- | ----- | ----- | ----- | ----- | ----- | ----- |
| 1100  | ↗2916 | ↘1068 | ↗1114 | ↗1148 | ↗1193 | ↗1227 |
| 2016  | 2017  | 2018  | 2019  | 2020  | 2021  | 2023  |
| ↗1258 | ↗1288 | ↗1308 | ↗1315 | ↗1340 | ↘1009 | ↗1029 |
| 2024  |       |       |       |       |       |       |
| ↗1045 |       |       |       |       |       |       |

Национальный состав
По результатам Всероссийской переписи населения 2010 года:
| Народ         | Численность, чел. | Доля от всего населения, % |
| ------------- | ----------------- | -------------------------- |
| чеченцы       | 689               | 64,51 %                    |
| русские       | 122               | 11,42 %                    |
| аварцы        | 81                | 7,58 %                     |
| лезгины       | 50                | 4,68 %                     |
| табасараны    | 47                | 4,40 %                     |
| кумыки        | 24                | 2,25 %                     |
| азербайджанцы | 15                | 1,40 %                     |
| другие        | 40                | 3,75 %                     |
| всего         | 1068              | 100,00 %                   |

## Достопримечательности

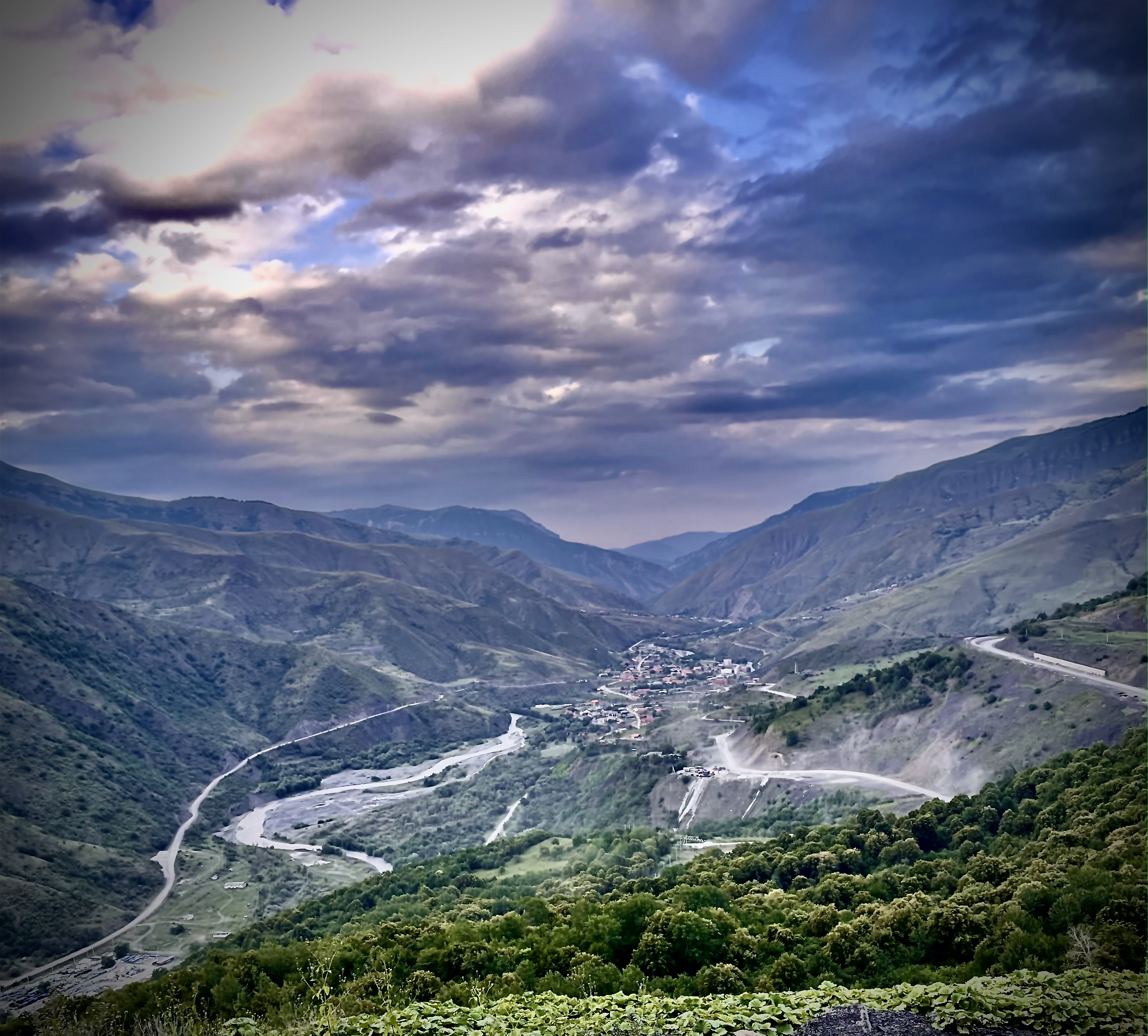
Итум-Кали. Вид с южной стороны.

Большинство домов построены из неотёсанного камня, обмазаны глиной, побелены и имеют открытую веранду. Часть участка вблизи домов обнесена невысоким каменным забором. Функционирует восстановленная сельская мечеть.
В одном из урочищ установлен бюст Героя России Магомеда Узуева. Там же расположена погранзастава Аргунского погранотряда, которому присвоено имя Магомеда Узуева.

## Известные уроженцы
- Узуев Магомед Яхъевич (1917—1941) — участник Великой Отечественной войны. Герой России (посмертно, 1996).
- Исаев Хусейн Абубакарович (1960—2004) — бывший председатель Госсовета Чечни. Погиб в результате теракта 9 мая 2004 года.

## Галерея

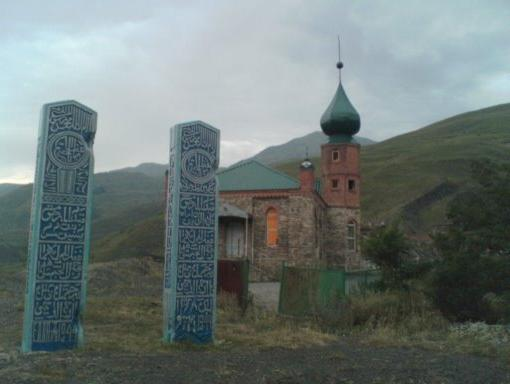
Мечеть в Итум-Кали
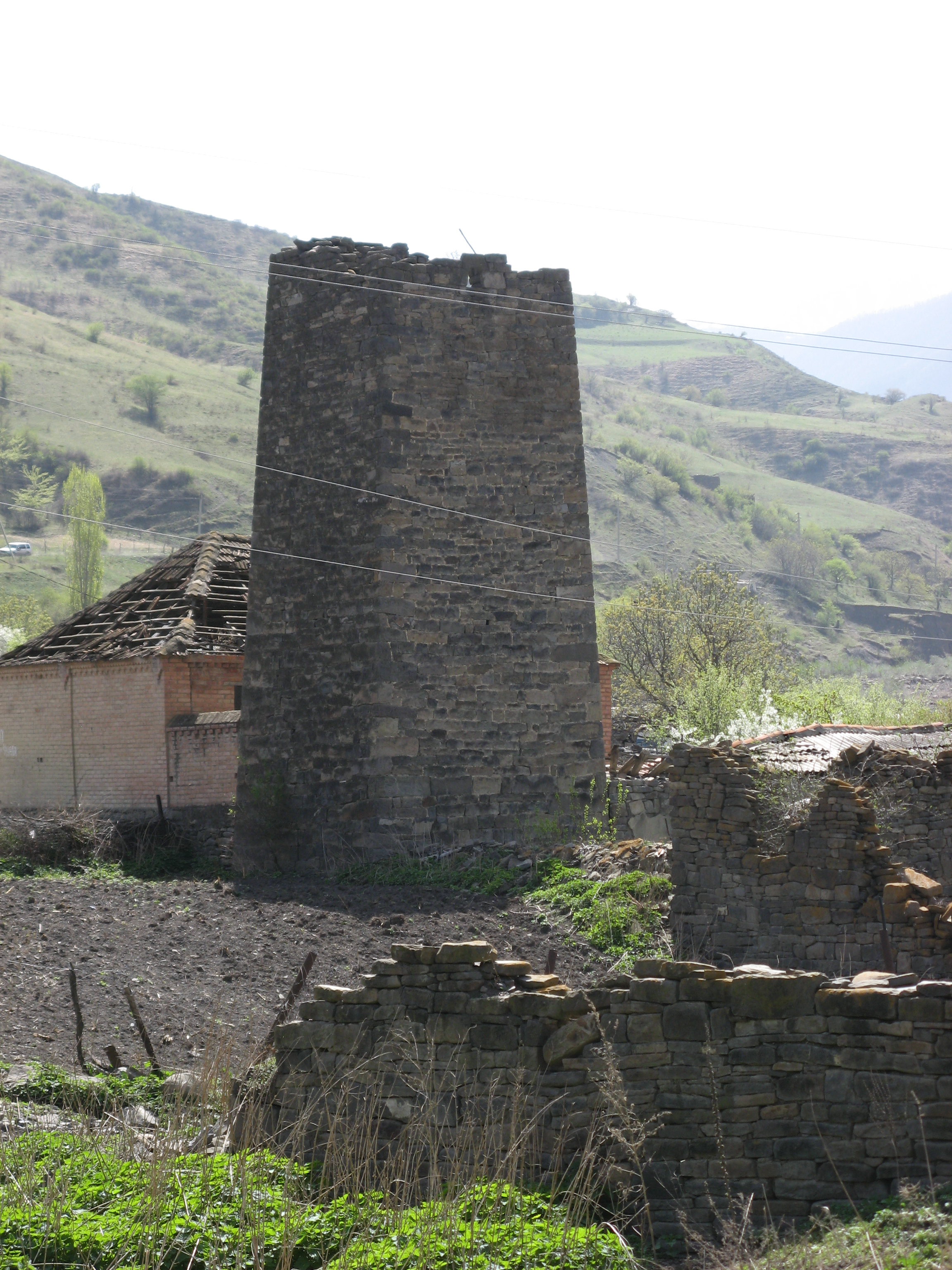
Башня в Итум-Кали
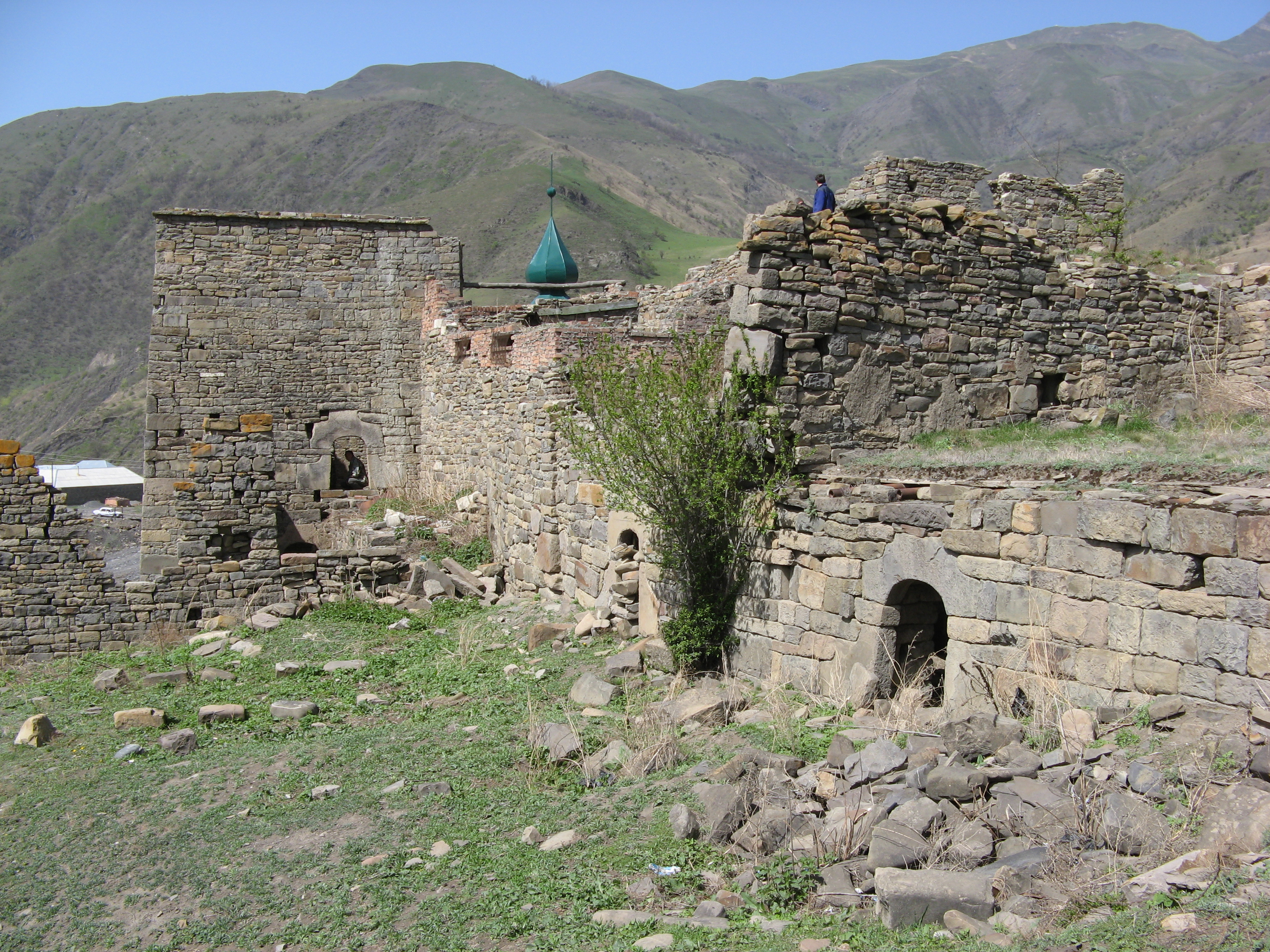
Крепость рядом с мечетью в Итум-Кали
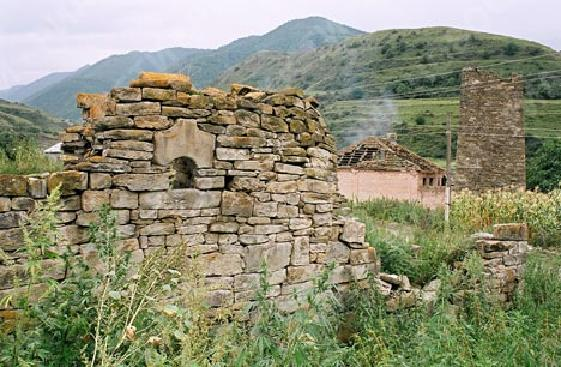
Крепость в Итум-Кали
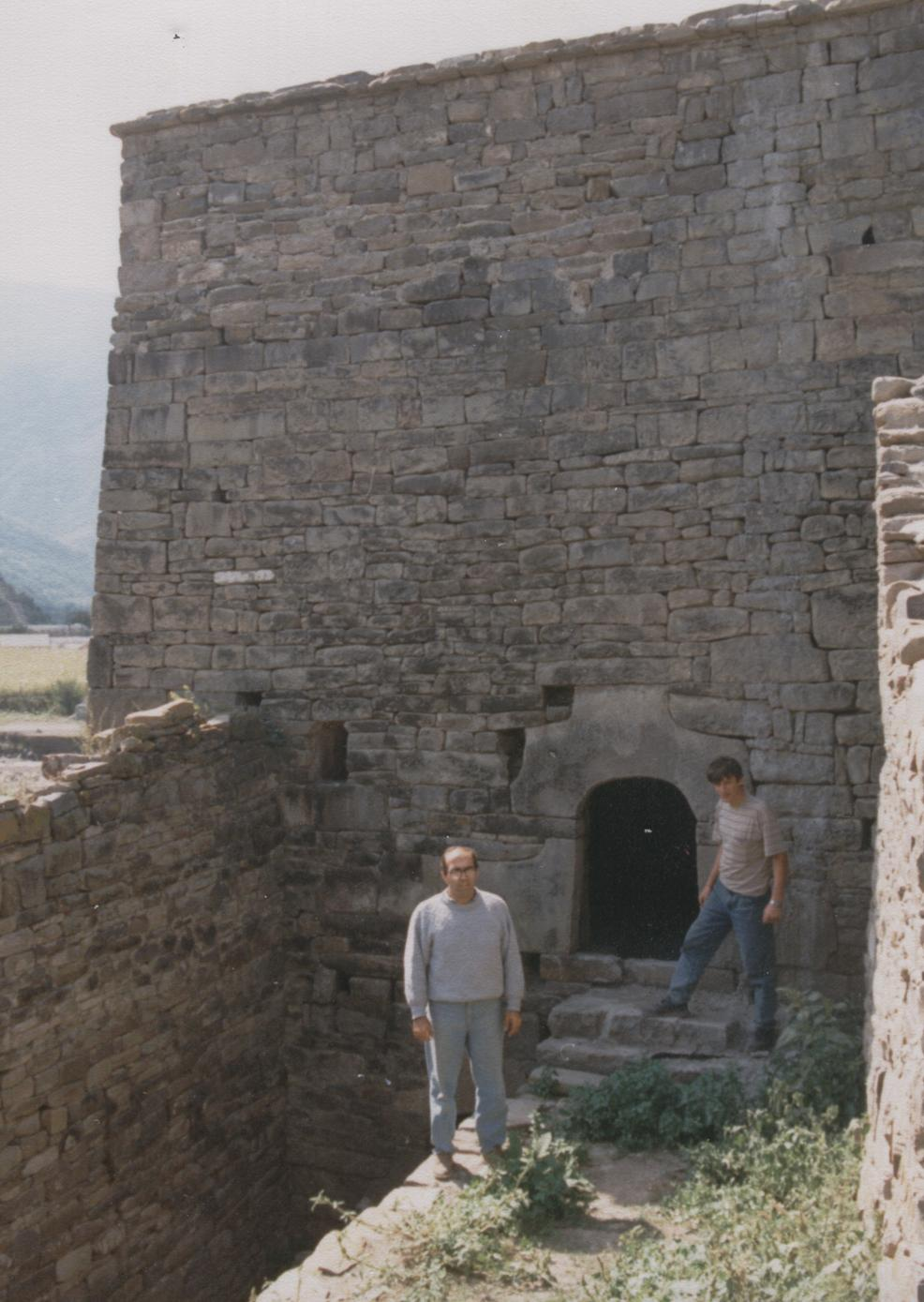
Башня в Итум-Кали
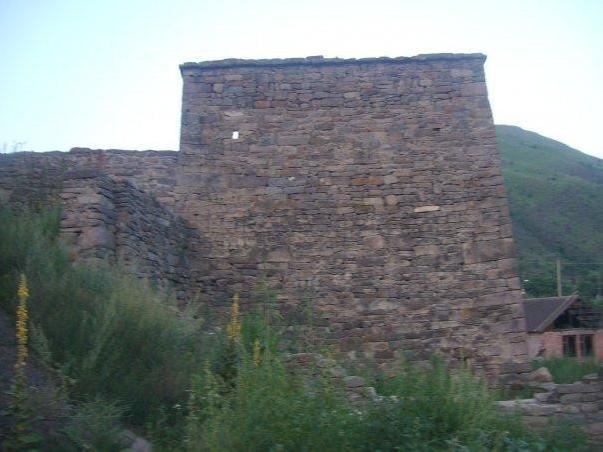
Башня в Итум-Кали
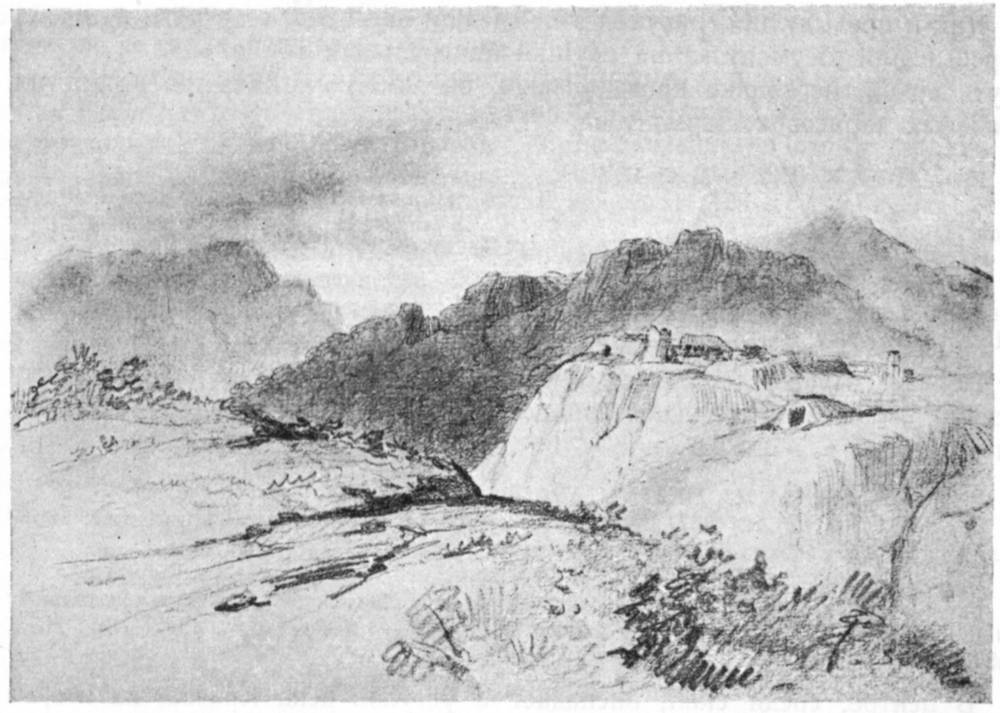
М. Ю. Лермонтова «Вид горского селения» 1840—1841.